# Z-Brats
Z-Brats（ズィー-ブラッツ）は、日本のプロレス団体DRAGON GATEのヒールユニットである。

## 歴史
- 2022年2月4日、後楽園ホール大会にてユニット名「Z-Brats」を発表。
- 4月29日、プロレスリング・ノア両国大会にシュン&H・Y・O&SBKが参戦。原田大輔&アレハンドロ&宮脇純太組と対戦し、シュンがSSWでアレハから勝利。
- 2022年8月よりSBKが無期限の海外遠征へ行くことを発表。
- 11月6日、エディオンアリーナ大阪第1競技場大会にてオープン・ザ・トライアングルゲート王座へZBが挑戦。当初は《挑戦者組》KAI&シュン&マスク・ド・Z組と発表されており、Zの正体は分からぬままだったが、試合開始前にその正体はISHINと判明。そのまま王座を奪取、ZBへ加入を果たした。
- 2023年1月11日、後楽園ホール大会にて行われた HIGH-END vs Z-Brats 敗戦ユニット解散マッチに勝利し、HEを解散に追い込むも、試合後にB×BハルクがZBへ決別の一撃。更にGOLD CLASSへ電撃加入を果たした。
- 翌1月12日、シュンがオープン・ザ・ドリームゲート王座を吉岡から奪取。自身、2度目の戴冠。

## メンバー
- 菊田円（2代目リーダー）
- 箕浦康太
- KAI
- ISHIN
- ジェイソン・リー
- 加藤良輝
- ギアニー・ヴァレッタ

## サポートメンバー
- 阿部史典

## 元メンバー
- B×Bハルク（結成 - 2023年1月11日 離脱）
- SB KENTo（結成 - 2023年6月17日 離脱）
- ディアマンテ（結成 - 2023年7月2日 追放）
- H・Y・O（結成 - 2023年11月9日 離脱）
- シュン・スカイウォーカー（初代リーダー）（結成 - 2025年7月13日 追放）
- 帆希（2024年9月5日 - 2025年7月13日 離脱）

## タイトル歴
- オープン・ザ・ドリームゲート王座

第34代：KAI
（2021年12月26日獲得、2022年7月30日陥落/防衛3回）
第36代：シュン・スカイウォーカー
（2023年1月12日獲得、2023年5月5日陥落/防衛1回）
- オープン・ザ・ブレイブゲート王座

第45代：H・Y・O
（2022年7月30日獲得、2022年12月25日陥落/防衛4回）
第48代：ISHIN
（2023年7月2日獲得、2023年10月9日陥落/防衛1回）
第50代：ISHIN
（2023年10月14日獲得、2023年12月5日陥落/防衛1回）
- オープン・ザ・ツインゲート王座

第57代：ディアマンテ＆シュン・スカイウォーカー
（2022年5月5日獲得、2022年7月30日陥落/防衛1回）
第60代：B×Bハルク＆KAI
（2022年12月2日獲得、2022年12月4日陥落/防衛0回）
第68代：箕浦康太&ジェイソン・リー
（2024年12月15日獲得、
- オープン・ザ・トライアングルゲート王座

第83代：シュン・スカイウォーカー＆KAI＆ISHIN
（2022年11月6日獲得、2023年1月22日陥落/防衛2回）
第88代：KAI&ISHIN&加藤良輝
（2023年12月24日獲得、2024年2月24日返上/防衛3回）
第89代：シュン・スカイウォーカー&KAI&ISHIN
（2024年3月3日獲得、2024年5月9日陥落/防衛0回）
- Rey de Parejas優勝

シュン・スカイウォーカー&帆希（2025年）
- MLWミドル級王座

第8代：シュン・スカイウォーカー
（2022年9月18日獲得、2022年10月30日陥落/防衛0回）